# Augusto Varnesi
Augusto Varnesi, irrtümlich auch Agosto Varnesi, (* 2. Februar 1866 in Rom; † 15. August 1941 in Frankfurt am Main; vollständiger Name: Giulio Cesare Augusto Varnesi) war ein italienischer Bildhauer und Medailleur, der ab 1883 in Deutschland lebte und arbeitete.

## Leben

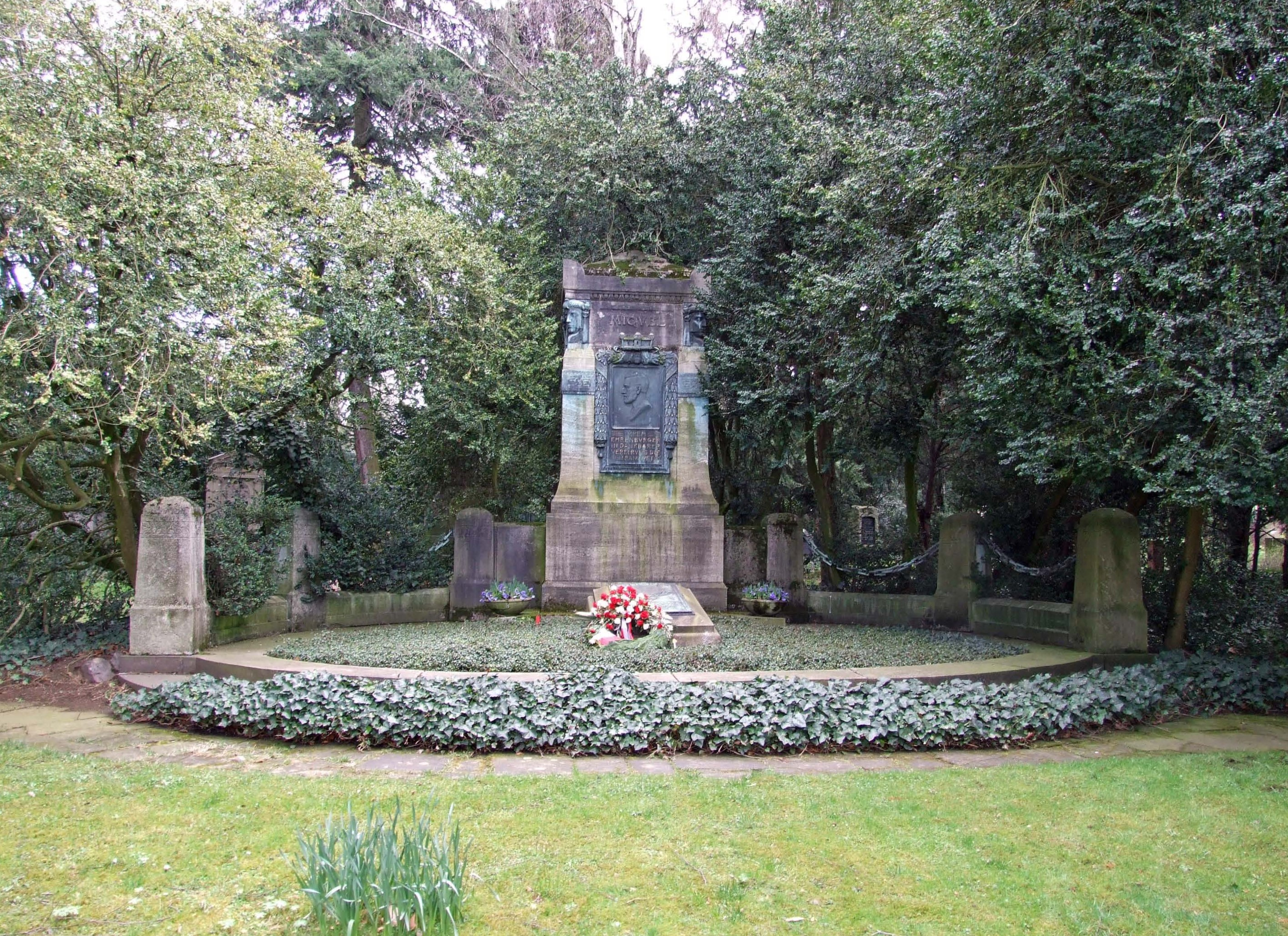
Grabmal für Johannes von Miquel

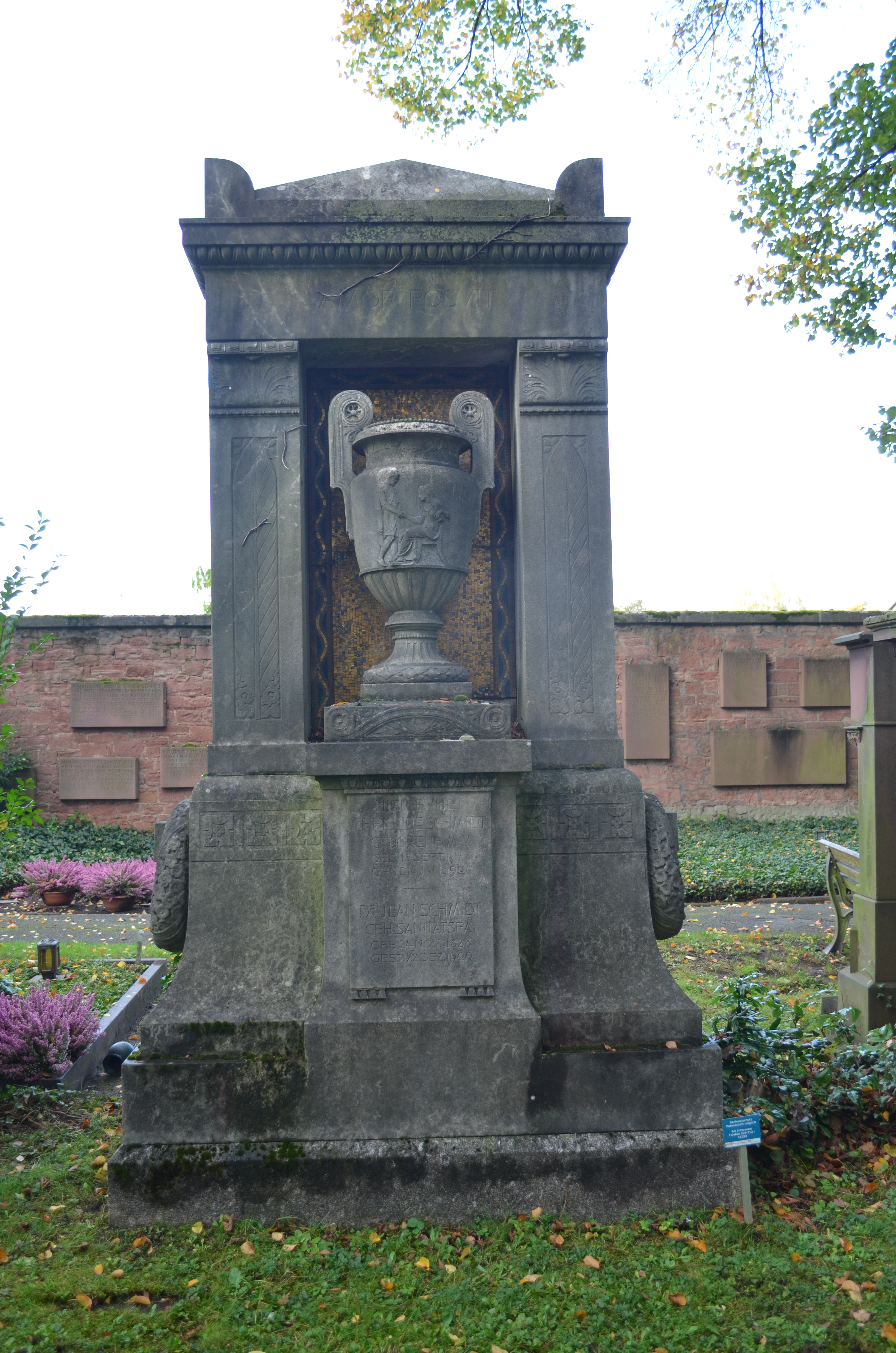
Grabmal Schmidt

Augusto Varnesi wurde als Sohn eines Bildhauers und Erzgießers 1866 in Rom geboren. Er wurde schon zu Beginn seiner künstlerischen Ausbildung an der Accademia di San Luca in Rom mit dem deutschen Bildhauer Wilhelm Widemann bekannt und übersiedelte 1883 mit diesem als sein Schüler und Gehilfe nach München. 1884 folgte er ihm nach Frankfurt am Main, als Widemann als Dozent an die dortige Kunstgewerbeschule berufen wurde. Später leistete er in Italien seinen Wehrdienst ab, kehrte aber schon bald nach Deutschland zurück und ging 1891 mit Widemann nach Berlin, wo er ihn bei der Ausführung plastischer Dekorationen im Reichstagsgebäude unterstützte.
Von 1896 bis zu seinem Tod war er als freischaffender Künstler in Frankfurt am Main ansässig. Seit 1895 lehrte er ornamentales Zeichnen und Modellieren an der Technischen Hochschule Darmstadt. 1897 wurde er zum außerplanmäßigen und 1907 zum außerordentlichen Professor ernannt.
In Frankfurt am Main schuf er eine Pietà für das Marienkrankenhaus, die Figurengruppe „Dichtung“ und die Reliefdarstellungen „Tragödie“ und „Komödie“ für das neue Schauspielhaus (1902), vier überlebensgroße Atlanten unter dem Verbindungsgang des Rathaus-Neubaus (1904), die Grabmale für Oberbürgermeister Johannes von Miquel, der Familien von Bethmann und de Ridder sowie den Skulpturenschmuck der Matthäuskirche (1905).
Zwischen 1904 und 1907 führte Varnesi das Goldene Buch der Stadt Frankfurt am Main aus. Für das Gästebuch schuf Varnesi den kostbaren Einband. Eine Elfenbeintafel, die Synode von Frankfurt 794 darstellend, wird von fein ziselierten Goldblechen umrahmt, die wiederum Wappen und Edelsteine einfassen. Für die mehrjährigen Arbeiten am Goldenen Buch beschäftigte Varnesi mehrere Mitarbeiter, darunter den Frankfurter Bildhauer August Haag.
1926 entwarf er die Brücken-Medaille zur Einweihung der neuen Alten Brücke, 1932 die Goethemedaille der Stadt Frankfurt am Main. In seinen letzten Lebensjahren beschäftigte sich Varnesi mit der städtebaulichen Umgestaltung des Bereichs zwischen Eschenheimer Turm und Roßmarkt, die jedoch über ein Planungsstadium nicht hinaus kam. Zum 30. September 1933 wurde Varnesi emeritiert.
Augusto Varnesi ist mit seiner vor ihm verstorbenen Frau Henriette geb. Hallenstein (* 11. September 1872; † 9. Juli 1938) auf dem Frankfurter Hauptfriedhof (Gewann F 638) bestattet. Das Grabmal wurde von ihm selbst in der Tradition des Historismus gestaltet.

## Ehrungen
- 1911 wurde ihm der preußische Rote Adler-Orden IV. Klasse verliehen.[3]
- 1915 wurde er Mitglied der Frankfurter Freimaurerloge Zur Einigkeit.

## Werke
Zu seinen Hauptwerken, von denen viele den Bomben des Zweiten Weltkriegs und Änderungen des Geschmacks zum Opfer fielen, gehören:
- Altäre im Kaiserdom St. Bartholomäus in Frankfurt und in der Hauptkirche Sankt Michaelis in Hamburg
- Evangelisten-Figuren an der Lutherkirche in Worms (1912)
- Skulpturenschmuck der Matthäuskirche in Frankfurt (1905; 1944 zerstört)
- Figurengruppe Dichtung und die Reliefdarstellungen Tragödie und Komödie an der Fassade des Schauspielhauses in Frankfurt (1902)
- vier überlebensgroße Atlanten unter dem Verbindungsgang des Rathaus-Neubaus in Frankfurt (1904)
- Grabmale auf dem Hauptfriedhof in Frankfurt für Oberbürgermeister Johannes von Miquel (Gewann D 297) sowie für die Familien von Bethmann und de Ridder
- Einband des Goldenen Buches der Stadt Frankfurt am Main (1904–1907)
- plastische Ausschmückung des Treppenhauses sowie der Fassade der Universitätsbibliothek in Gießen (1904; 1944 zerstört)
- Adlerrelief am Bismarckturm in Gießen (1905–1906)
- Kosmatenarbeiten an den Sarkophagen Ludwigs IV. und seiner Frau Alice von Großbritannien und Irland, der Eltern des Großherzogs Ernst Ludwig von Hessen und bei Rhein sowie die im ravennatischen Stil gehaltenen Sarkophage Friedrichs und Maries, zwei jung verstorbener Geschwister des Großherzogs, im 1910 fertiggestellten Neuen Mausoleum im Park Rosenhöhe in Darmstadt[4]
- Grabmal für Friedrich Pützer auf dem Waldfriedhof Darmstadt (1922)
- Hauptportale in florentinischer Manier und plastischer Schmuck im Inneren des 1931 fertiggestellten Rathauses in Bochum (Türen in situ erhalten, Putten aus dem Ratssaal im Stadtarchiv)